# (4122) Ferrari
(4122) Ferrari est un astéroïde de la ceinture principale.

## Description
(4122) Ferrari est un astéroïde de la ceinture principale. Il fut découvert par l'observatoire San Vittore le 28 juillet 1986 à Bologne. Il présente une orbite caractérisée par un demi-grand axe de 2,55 UA, une excentricité de 0,05 et une inclinaison de 13,45° par rapport à l'écliptique.
Il fut nommé en hommage à Enzo Ferrari, célèbre constructeur automobile italien.

## Compléments